# 12歳の文学賞
12歳の文学賞（12さいのぶんがくしょう）は、小学館が主催する文学賞である。近年低年齢でデビューする小説家が増えたことを受け、応募者を「締め切り時に満12歳以下の小学生」に絞って2006年に開始された。第3回（2008年）より「ハガキ小説部門」が設けられた。
2017年に12歳の文学賞が小学校を卒業する「12歳」を迎えるのを機に区切りをつけるために、2017年度が最後の募集になることが公式サイトで発表された。

## 審査員
- 第1回（2006年） - 第12回（2017年）
  - あさのあつこ
  - 西原理恵子
- 第1回 - 第3回（2008年）、第5回（2010年） - 第12回
  - 石田衣良
- 第1回 - 第7回（2012年）
  - 樋口裕一
- 第2回（2007年）
  - 伊藤たかみ
- 第1回 - 第8回（2013年）
  - 事務局顧問：宮川俊彦（作家）
- 第7回 - 第12回
  - 読売新聞社

特別審査員（第1回（2006年） - 第4回（2009年））
- 第1回　上戸彩
- 第2回　堀北真希
- 第3回　ベッキー
- 第4回　中川翔子

## 各賞の名称と賞品
※各賞の名称と賞品の紹介

### 小説部門
- 大賞：図書カード10万円分、旅行券20万円分、賞状、学年誌掲載[注 1]
- 優秀賞：図書カード10万円分、賞状[注 2]
- 特別審査員賞：図書カード7万円分、副賞、賞状[注 3]
- 審査員特別賞：図書カード5万円分、賞状[注 4]
- 読売新聞社賞：図書カード3万円分、Kindle Fire HD8、賞状[注 5]
- 顧問賞：図書カード3000円分、顧問の著書、賞状[注 6]
- 佳作：図書カード5000円分、賞状[注 7]
- 奨励賞：図書カード1000円分、賞状[注 8]
- 各都道府県でいちばん!賞：小学館特製図書カード500円分、ミニ賞状[注 9]

### ハガキ小説部門
- 大賞：図書カード3万円分＋ニンテンドーDSソフト5本、学年誌掲載[注 10]
- 優秀賞：図書カード1万円分＋玩具券1万円分[注 11]
- 審査員特別賞：図書カード1万円分[注 12]
- 読売新聞社賞：図書カード5000円分
- 佳作：図書カード3000円分
- 奨励賞：図書カード1000円分
- 各都道府県でいちばん!賞：小学館特製図書カード500円分、ミニ賞状[注 13]

## 受賞作

### 第1回から第10回

#### 第1回（2006年）
- 大賞
  - 「月のさかな」 追本　葵[3]
  - 「『明太子王国』と『たらこ王国』」 井上　薫[3]
- 優秀賞
  - 「駆除屋とブタ」 ディセーン留根千代[3]
- 上戸彩賞（特別審査員賞）
  - 「夏時計」 古賀けいと[3]
- 佳作
  - 「オトナの人へ」 水鳥舞美[3]
  - 「ジャンの冒険」 北村夏海[3]
  - 「夕日の丘に」 竹生修平[3]
  - 「けやきの木の枝」 蔵方杏奈[3]
- 奨励賞
  - 「モンスターレンタル株式会社」　水村清大[3]
  - 「記憶の恐怖」　谷山恭子[3]
  - 「自然学校はつらいよ」　島崎まりん[3]
  - 「癒えない傷」　宮内　萌[3]
  - 「なんちゃって童話」　藤岡友香[3]
  - 「時が丘ゆきでひとりになれば」　金子彩乃[3]
  - 「『なぜか？りのちゃん』シリーズ」　本橋りの[3]
  - 「さよならの温度」　軽部優海[3]
  - 「バンダナ兄弟、サルつかまえるの旅」　小野寺　恵[3]
- 努力賞
  - 「ブランコのあるおうちから」　近藤美奈子[3]
  - 「僕等のあの日あの約束」　吉村南菜[3]
  - 「賊活」　木下　茜[3]
  - 「半分に折れたえんぴつ」　朝井景子[3]
  - 「水音小学校～悲しみの涙たまる季節～」　小澤里美[3]
  - 「三人の女の子」　小林可奈[3]
  - 「千夏の旅」　近藤徳子[3]

#### 第2回（2007年）
- 大賞
  - 「ヘチマと僕と、そしてハヤ」 三船恭太郎[4][注 14]
- 優秀賞
  - 「だれ?」 海老沢文哉[4]
- 堀北真希賞（特別審査員賞）
  - 「夢羊」 川上千尋[4]
- 審査員特別賞
  - あさのあつこ賞：「蒼い瞳」 林　慧子[4]
  - 伊藤たかみ賞：「ふしぎな町のまっかなもみじ」 山田萌々[4]
  - 西原理恵子賞：「桜街道」 渡辺貞子[4]
  - 樋口裕一賞：「ゴーストタワー」 久永蒼真・土井洸太・松浦央和[4]
  - 事務局顧問・宮川俊彦賞：「斑」 竹沢紫帆[4]
  - 応援隊長・よゐこ賞：「八十四円のライター」 木下真一[4]
- 佳作
  - 「痒み」岩田　園[4]
  - 「イライラ小学生」 高橋瑛理[4]
  - 「かくれんぼの裏」 渡邉　彩[4]
  - 「アダムとイヴに幸せを。」 宮崎恵実[4]
- 奨励賞
  - 「うそつき母さん」　三宅真由佳[4]
  - 「消えた丘」　中村桃子[4]
  - 「小谷の夏」　中西和昌[4]
  - 「さくら」　高須賀　澪[4]
  - 「白い掌　赤い傘」　岩田　園[4]
  - 「算数士宮殿」　高遠美貴子[4]
  - 「しあわせはすぐそばに」　東條真有[4]
  - 「太陽のカケラ」　井田彩海[4]
  - 「月という名の瞳」　吉田　栞[4]
  - 「羽のパスポート」　相見　黎[4]

#### 第3回（2008年）
- 小説部門
  - 大賞
    - 「陽射し」中石　海[5]

  - 優秀賞
    - 「恵比寿様から届いた手紙」　小林宏暢[5]
    - 「小っちゃなヒーロー」　上田風登[5]

  - 中川翔子賞（特別審査員賞）
    - 「わたくしはねこですわ」　金子朱里[5]

  - 審査員特別賞
    - あさのあつこ賞：「守護神の品格」　田口達大[5]
    - 西原理恵子賞：「自分は自分でいいんだ」　村松美悠加[5]
    - 樋口裕一賞：「ぼーずは今日もたんしゃに乗る」　米沢歩佳[5]
    - 事務局顧問・宮川俊彦賞：「キノコの呪い」　佐藤そのみ[5]
    - ビースタイル賞：「空」　成田昌代[5]
    - ファミリー・トレーナー賞：「Road」　今村真珠美[5]

  - 佳作
    - 「ナナとリンリン草～ひみつのカギ～」　中野天音[5]
    - 「へびいちごの森」　小酒部沙織　[5]
    - 「マグロてんごく」　高橋瑛理[5]
    - 「3day friend」　伊藤ひかり[5]

  - 奨励賞
    - 「厚のアクアリウム」　杉本海里[5]
    - 「アーモンドと光の無い世界」　江口青空[5]
    - 「神と秘密」　及川優夏[5]
    - 「桜国語辞典」　宮井紅於[5]
    - 「幸せの猫」　比嘉一加里[5]
    - 「太陽よ、永遠なれ」　水野亜紀[5]
    - 「未来と今と過去」　阿部美月[5]
    - 「夢売りの駄菓子屋」　馬場智美[5]
    - 「飴玉長者」　岩井円佳[5]
    - 「おならでとんでくけんたくん」　人見朋花[5]

- ハガキ小説部門
  - 優秀賞
    - 「運命決定塔」　棚田莉加[5]
    - 「たからくじ」　久保志織[5]

  - 審査員特別賞
    - あさのあつこ賞：「タイムスリップ」　勢川蒼馬[5]
    - 西原理恵子賞：「あさ・ひる・ばん　家出」　山本浩二[5]
    - 樋口裕一賞：「きっと言える」　田口達大[5]
    - 事務局顧問・宮川俊彦賞：「すてねこニャオン」　大竹優香[5]

  - 佳作
    - 「さるも木から…」　佐藤真由香[5]
    - 「夏のおたずね風」　東山ことり[5]
    - 「TV」　中江　葵[5]
    - 「古いピアノ」　北川はるか[5]
    - 「ブラックホール」　四戸汐里[5]

  - 奨励賞
    - 「あっ、やばい」　江口　竣[5]
    - 「クマの着ぐるみ」　高野那奈[5]
    - 「勇者の毎日」　百瀬優香[5]
    - 「夏子さん」　櫻井奈美[5]
    - 「写真」　水谷光祐[5]
    - 「りんね」　水野蒼歌[5]
    - 「大人」　根間大治[5]
    - 「しあさって」　福田芳楠[5]

#### 第4回（2009年）
- 小説部門
  - 大賞
    - 「もちた」 宮井紅於[6]

  - 優秀賞
    - 「ストップウォッチ物語」 渡邊道輝[6]
    - 「はけん小学生」 池田　史・劉　絹子(合作)[6]
    - 「MONOKOとボク」 田口大貴[6]

  - ベッキー賞（特別審査員賞）
    - 「大親友」 大久保咲希[6]

  - 審査員特別賞
    - あさのあつこ賞：「俺は座布団」 矢野愛佳[6]
    - 石田衣良賞：「春の訪れ」 根本大輝[6]
    - 西原理恵子賞：「その闇、いただきます」 友坂幸詠[6]
    - 樋口裕一賞：「ミス・ホームズ 夏色のメモリー」 本田美なつ[6]
    - 事務局顧問・宮川俊彦賞：「暴れん坊のサンタクロース」 福田遼太[6]

  - 佳作
    - 「うらモモ伝説」 石井紀大[6]
    - 「おれをひろえ」 五十棲叶子[6]
    - 「雫の涙」 井谷　舞[6]

  - 奨励賞
    - 「偉大なる作家先生」　倉坂悠子[6]
    - 「ガラスの破片」　越智小夏[6]
    - 「記憶の花」　矢野莉音[6]
    - 「神秘の国へようこそ！～あなたもきっと旅に出かける～」　橋本　密[6]
    - 「夏の冒険」　倉又寛弥[6]
    - 「ナツノユメカナ」　岡本花梨[6]
    - 「野原の小石に願いを」　櫻井奈美[6]
    - 「花物語」　野崎慈子[6]
    - 「ぼく達ネコの大冒険」　福澤佳奈[6]
    - 「☆から生まれたまじょ」　小酒部沙織[6]
    - 「眼の中に青空」　神野貴司[6]

- ハガキ小説部門
  - 大賞
    - 「成長のキンめだる」 淵川元晴[6]

  - 優秀賞
    - 「ふしぎな石」 鈴木知良[6]
    - 「ぼくは百円玉」 林　駿太郎[6]

  - 審査員特別賞
    - あさのあつこ賞：「いかそうめん」 勢川玄樹[6]
    - 石田衣良賞：「脳内洗濯機」 渡辺彩子[6]
    - 西原理恵子賞：「お母さん」 山田みず穂[6]
    - 樋口裕一賞：「エンドレス桃太郎」 足立雄亮[6]
    - 事務局顧問・宮川俊彦賞：「ヘビ」 金沢早季[6]

  - 佳作
    - 「ナイス！スマイル」　石　悠奈[6]
    - 「実際の天国」　常盤健太[6]
    - 「もしかしてぼくも？」　近藤沙彩[6]
    - 「けしゴム　ラーメン」　小笠原義弘[6]

  - 奨励賞
    - 「人間＝さる！？」　三井歩美[6]
    - 「ぼくはたぬきです」　山崎千寿子[6]
    - 「れいぞう庫の一年日記」　小林　伶[6]
    - 「猫」「玉子焼き」　中村瑠南[6]
    - 「あるひの夜…」　吉沼実希[6]　
    - 「道草」　坂井泰法[6]
    - 「おじいさんとおばあさん」「冬しょうぐんVS太陽」　常盤健太[6]
    - 「究極の選択～元・人魚ひめの選択～」　吉崎和香[6]　
    - 「山田くんは、速いよ」　原田拓実[6]

#### 第5回（2010年）
- 小説部門
  - 大賞：
    - 「前の店より」 廣瀬楽人[7]

  - 優秀賞
    - 「ぼくのしっぽ」 黒岩真央[7]
    - 「インド糞闘記」 淵川元晴[7]

  - 審査員特別賞
    - あさのあつこ賞：「はしご」 廣田菜穂[7]
    - 石田衣良賞：「連想ゲーム ~ツムギビト~」 白藤こなつ[7]
    - 西原理恵子賞：「給食工場」 壬生菜々佳[7]
    - 樋口裕一賞：「ミレ」 工藤みのり[7]
    - 事務局顧問・宮川俊彦賞：「Dear Mother」 藤木優佳[7]

  - 佳作
    - 「スミレ」 阿部菜月[7]
    - 「ある博士の とんでもない発明品」 石井杏奈[7]
    - 「僕の失敗」 林 千翼子[7]
    - 「“思い”の国のセイナ」 近藤里莉[7]
    - 「プレゼント」 高橋結愛[7]
    - 「草原の風」「デジタル時計」 城内 嶺[7]
    - 「楽園」 井上裕香[7]

  - 奨励賞
    - 「うでうでロボット」　竹内紫保[7]
    - 「めざせ、トップ！」　鬼澤英里[7]
    - 「戦争　-あの日のコト-」　櫻井海月[7]
    - 「虹のふもとで」　藤守　麗[7]
    - 「まっかなゾウはトレードマーク」　宮崎あかね[7]

- ハガキ小説部門
  - 大賞
    - 「不良コアラ」 爲國彩夏[7]

  - 優秀賞
    - 「わるいゆめ」 重光喜心[7]

  - 審査員特別賞
    - あさのあつこ賞：「ええことあるで」 松田菜摘[7]
    - 石田衣良賞：「完ぺきな人生」 柳内富有[7]
    - 西原理恵子賞：「オヤジギャグ」 実倉啓介[7]
    - 樋口裕一賞：「栄養」 安田勇斗[7]
    - 事務局顧問・宮川俊彦賞：「昔の私」 藤守 麗[7]

  - 佳作
    - 「オムの中」　伊藤悦矢[7]
    - 「ほくろとしみ子」　黒崎まど香[7]
    - 「富士山」　中村瑠南[7]　

  - 奨励賞
    - 「（タイトルなし）」　向末菜美[7]
    - 「ぼくは「Ａ」。」　八品舞子[7]
    - 「本当の宇宙人」　土田桃子[7]
    - 「にがてなヤツ」　池田遥音[7]
    - 「空からもずくがふってきた!?」　中村萌花　[7]
    - 「きけんなきゃロットケーキ」　杉本愛利紗[7]
    - 「バカ家族」　ホヴィ有菜[7]

#### 第6回（2011年）
- 小説部門
  - 大賞
    - 「レンタルキャット」 工藤みのり[8]

  - 優秀賞
    - 「この地図を消去せよ」 久世禄太[8]
    - 「かくれんぼクラブ」 前田慈乃[8]

  - 審査員特別賞
    - あさのあつこ賞:「とても小さな世界」 鈴木小太郎[8]
    - 石田衣良賞:「～サカナ帝国～」 井手花美[8]
    - 西原理恵子賞：「鼻毛と小人と女の子」 桜糀乃々子[8]
    - 樋口裕一賞：「じいちゃんが…」 小林　陸[8]
    - 事務局顧問・宮川俊彦賞：「ダイエット」 井手花美[8]

  - 佳作
    - 「エンジェルショー 黄色四葉」「Jewelry of a curse」 花野　夢[8]

  - 奨励賞
    - 「残酷な宇宙人＜周卓毅の小説集＞」　周　卓毅[8]
    - 「炎の夢」　伊関亜美[8]
    - 「ペンギン偉人伝」　甲　慎平[8]
    - 「本の中の物語」　志村朋香[8]
    - 「朝顔の君」　辻本大地[8]
    - 「catと欲望」　花野　夢[8]

- ハガキ小説部門
  - 大賞
    - 「けんか」 伊藤悦矢[8]
    - 「だんまり」 髙野　涼[8]
    - 「すねに毛がはえた！」 堀田　煕[8]

  - 優秀賞
    - 「世界で一番家の中を知るシーサー」 高木悠平[8]

  - 審査員特別賞
    - あさのあつこ賞：「海のなま子」 林　愛理[8]
    - 石田衣良賞：「インコが有名」 坂田一真[8]
    - 西原理恵子賞
      - 「（タイトルなし）」 中川結翔[8]
      - 「しばかり」 舩越　海[8]

    - 樋口裕一賞：「土の中」 渡部桃子[8]
    - 事務局顧問・宮川俊彦賞：「宝もの」 岩岡泰人[8]

  - 佳作
    - 「まさか！」　坂上ボードマン幸[8]
    - 「がんばれ二千円さつくん」　市川周志[8]
    - 「おじいちゃんはがい国人」　永屋光希[8]
    - 「おたんじょう日プレゼント」　吉田愛咲[8]
    - 「ぼくのゆめ」　新城智己[8]
    - 「ぼくの気づかい」　田村　旭[8]

  - 奨励賞
    - 「テストのすごろく」　溝口理紗[8]
    - 「ねえねえ」　渡辺和花[8]
    - 「弟」　吉田珠子[8]
    - 「ん」　飯塚ひかり[8]
    - 「夏トモ」　植竹希光[8]
    - 「今、俺はここにいる」　西村真理子[8]
    - 「サンキュー」　岩本早耶香[8]
    - 「身長」　山崎里穂[8]
    - 「しゃべる文房具」　美濃島乙葉[8]
    - 「タマゴ」　山本幸菜[8]
    - 「一分」　北村美侑[8]
    - 「太陽せんたい太っているんじゃ－」　村上大樹[8]
    - 「雪のようなティッシュ」　池内晃登[8]
    - 「ぼくの花火」　三宅　諒[8]
    - 「ぼくがろぼっと？」　重光喜心[8]
    - 「鹿の群れ」　小野彩花[8]
    - 「方言小学校」　薄井愛真[8]
    - 「鳥のたまご」　ストーンソフィア[8]
    - 「卵のタクシー」　古屋千優[8]

#### 第7回（2012年）
- 小説部門
  - 大賞
    - 「人形」 西堀凜華[9]

  - 優秀賞
    - 「コミック・トラブル」 松崎成穂[9]
    - 「くもの糸その後」 仲川晴斐[9]

  - 審査員特別賞
    - あさのあつこ賞：「とある梅干、エリザベスの物語」 西田　咲[9]
    - 石田衣良賞：「僕と不思議な望遠鏡」 石本紫野[9]
    - 樋口裕一賞：「寄生人の生活」 飯沼　優[9]
    - 読売新聞社賞：「クロ」 藤田めい[9]
    - 事務局顧問・宮川俊彦賞：「おとぎ話集」 村井泰子[9]

  - 佳作
    - 「グランドピアノと校長先生の動かない右手」　桜糀瑚子[9]
    - 「幸せバスは異世界行き」　石橋幸音[9]
    - 「走れ！僕らの明日へ」　近藤沙紀[9]

  - 奨励賞
    - 「さっちゃん」　藤田めい[9]
    - 「EDEN -飛べない蝶-」　青山美波[9]
    - 「またあう日まで」　久保田凪沙[9]
    - 「なんでもチケット」　吉沢菜央[9]
    - 「インセクトセイバー/ 0」　安西達紀[9]
    - 「小さな贈り物」　加藤　栞[9]
    - 「一太朗の詩」　本田麻紘[9]
    - 「魔法の国のアリス」　島田晴海[9]

- ハガキ小説部門
  - 大賞
    - 「黒いＴシャツ」　宮川日代香[9]
    - 「かっこええドライバー」　谷本和祐子[9]

  - 優秀賞
    - 「一瞬」　中畑光貴[9]
    - 「あじのひらき」　山本妃菜[9]
    - 「トイレットペーパー」　竹中祥真[9]
    - 「ちょっぴりきらいなトマト」　池内晃登[9]

  - 審査員特別賞
    - あさのあつこ賞：「どっちなの？」　伊藤悦矢[9]
    - 石田衣良賞：「お父さん」　柳堀光太朗[9]
    - 西原理恵子賞：「何人だろう？」　川崎実玲[9]
    - 樋口裕一賞：「風」　平野真菜[9]
    - 読売新聞社賞：「おれのへそ」　柳澤孝平[9]
    - 事務局顧問・宮川俊彦賞：「真夜中の味」　亀田東生子[9]

  - 佳作
    - 「仲良くなれる石」　横溝麻志穂[9]
    - 「ネコの歯に虫歯ができた！？」　土川美璃[9]
    - 「１回何回ドアを開る？」　二階堂瑞穂[9]
    - 「リアル浦島太郎」　仲川晴斐[9]
    - 「太陽のきもち」　高木　愛[9]
    - 「くつした１年日記！」　蓑田海衣菜[9]　
    - 「COCOの日常」　中岡　想[9]
    - 「July 4th」　緒方茂寅[9]

  - 奨励賞
    - 「やさしい星」　荒井心愛[9]
    - 「カレーはナンかごはんか」　中江昴瑠[9]
    - 「ゴリラ先生のうんどう会」　安藤緋色[9]
    - 「音を食べた」　近藤慶典[9]
    - 「桃太郎」　早川　碵[9]
    - 「ロボット」　松村風和[9]
    - 「兄弟」　高橋広樹[9]
    - 「一つのわくせい」　山本姫奈[9]
    - 「イチローのうった　ホームラン」　安藤　隼[9]
    - 「チーター」　石渕さくら[9]
    - 「まい日　たん生日」　丹羽景都[9]
    - 「おとなになったら」　野田ありさ[9]
    - 「ほ習校の日」　リチャーズ沙那[9]

#### 第8回（2013年）
- 小説部門
  - 大賞
    - 「Ｄランドは遠い」 鈴木るりか[10]
    - 「ジョージとジョセフィーンとフィービィースペンサースミス そして彼らの庭と冒険」 中濱ひびき[10]

  - 優秀賞
    - 「悲しみの竜」 中野千鶴[10]

  - 審査員特別賞
    - あさのあつこ賞 : 「王さま歩きましょう」 遠藤萌花[10]
    - 石田衣良賞 : 「つながり」 吉田涼花[10]
    - 西原理恵子賞 : 「その一瞬がいやでして」 逸見野々花[10]
    - 読売新聞社賞 : 「またたびバスツアーへようこそ」 森次柚衣[10]
    - 事務局顧問・宮川俊彦賞 : 「キュウリが好きなカッパの話」 野呂翔太[10]

  - 佳作
    - 「おばあちゃんと梅の木」　桜糀瑚子[10]
    - 「鬼宿者」　吉田陽向子[10]
    - 「懐中時計」　小倉綺乃[10]

  - 奨励賞
    - 「箱」　井上成望[10]
    - 「道化師」　川上咲月[10]
    - 「リピート」　小野緋万里[10]
    - 「私の見ていた世界」　菅原紀乃[10]
    - 「俺はメダカ」　福王悠星[10]

- ハガキ小説部門
  - 大賞
    - 「ぼったくり」 高野　涼[10]
    - 「けいたい」 三好なつ実[10]

  - 優秀賞
    - 「目薬」 加藤希望[10]
    - 「おとうと」 鈴木千咲[10]

  - 審査員特別賞
    - あさのあつこ賞：「ばーばと私が入れかわったら」 西川さくら[10]
    - 石田衣良賞：「宿大」 エリソン悠佑[10]
    - 西原理恵子賞：「紫と青い象」 鈴木　匠[10]
    - 読売新聞社賞：「おやこうこう」 福岡はる[10]
    - 事務局顧問・宮川俊彦賞：「ぼう人間のひとりごと」 柴野佑太[10]

  - 佳作
    - 「四色ボールペン」　加藤希織[10]
    - 「世界でいちばんかしこいのは…」　鯨岡明里[10]
    - 「GPS」　山本祐喜[10]
    - 「ニョロニョロ」　中　優歩[10]

  - 奨励賞
    - 「お姫様」　井上真都[10]
    - 「なりたい。なりたい。」　菊池莉永[10]
    - 「夏の空」　鯨岡明里[10]
    - 「あ」　田村　薫[10]
    - 「不良児童」　寺尾達樹[10]
    - 「雪ダルマ」　鈴木陽茉莉[10]
    - 「そうじきとごみ箱の兄弟」　野間玄太[10]
    - 「ばかな目医者と患者」　新井晴文[10]
    - 「ふと、気付いた」　松岡利明[10]
    - 「私の弟」　オハス・れいな[10]
    - 「日本にいきたいな。」　ホウツ・ジュリアン[10]

#### 第9回（2014年）
- 小説部門
  - 大賞
    - 「マイワールド」 鈴木るりか[11]

  - 優秀賞
    - 「うさぎの瞳」 中濱ひびき[11]
    - 「ベッディさんは何を見たのか？ 愛 運命、信頼と裏切り、そして強くなること、死ぬほど辛い事が人を強くする」 中濱ひびき[11]

  - 審査員特別賞
    - あさのあつこ賞：「蚊の手術」 高野　涼[11]
    - 石田衣良賞：「「親友」と「恋人」の間」 鈴木若葉[11]
    - 西原理恵子賞：「ヒーロー」 鳥海帆乃花[11]
    - 読売新聞社賞：「ノエル・マジック」 寺田七海[11]

  - 佳作
    - 「風のなかのウルフ」　吉沢すず[11]
    - 「カマキリの不思議な一生」　小林開輝[11]
    - 「かたつむり電力会社」　渡邉瑞紀[11]

  - 奨励賞
    - 「人生ループ」　北岡　萌[11]
    - 「きなこあげぱん」　田中優希[11]
    - 「夕日」　市原瑞季[11]

- ハガキ小説部門
  - 大賞
    - 「次の日消しゴム」 重光絆花[11]

  - 優秀賞
    - 「ごみばこ」 浅原志帆[11]
    - 「金魚が死んだ日」 薄井愛真[11]

  - 審査員特別賞
    - あさのあつこ賞：「五百円」 高島起八[11]
    - 石田衣良賞：「出ちゃった」 亀田剛志[11]
    - 西原理恵子賞：「わがまま」 根間心菜[11]
    - 読売新聞社賞：「完ぺき」 花城　想[11]

  - 佳作
    - 「わけあり物件」　高野　涼[11]
    - 「植物と動物」　長谷千波矢[11]
    - 「ぼくは、半分日本人、半分アメリカ人。」　ウィルコクセン朝彦[11]

  - 奨励賞
    - 「消しゴムの人生」　武田葉月[11]
    - 「まるつけ」　大武美南[11]
    - 「おそろしい発明品」　石本茉優[11]
    - 「白が」　山本千景[11]
    - 「わが家の躾」　島田凪紗[11]
    - 「ろてんぶろ」　東　諒太郎[11]
    - 「百の顔」　原田伊織[11]

#### 第10回（2015年）
- 小説部門
  - 大賞
    - 「いつかどこかで」　鈴木るりか[12][注 15]

  - 優秀賞
    - 「くも　ものがたり」　原　琴音[12]

  - 審査員特別賞
    - あさのあつこ賞：「見習い動物　ユイ　～金色の糸の友達～」　井上睦美[12]
    - 石田衣良賞：「らん・ラン・RUN！」　河内千歳[12]
    - 西原理恵子賞：「僕の犬日記」　中川一樹[12]
    - 読売新聞社賞：「１００ｃｍのお母さん」　漆間虹美[12]

  - 佳作
    - 「夜明けの冒険者たち」　寺田七海[12]
    - 「舞妓物語」　荒井心愛[12]
    - 「歌川と私の夏」　茂澄　綾[12]

  - 奨励賞
    - 「きのこねこ」　高田　晴[12]
    - 「げたばこ物語」　遠藤萌花[12]
    - 「バトン」　黒田結衣[12]
    - 「チョウの舞」　寺田　鼓[12]

- ハガキ小説部門
  - 大賞
    - 「小人とお父さんの行方」　小山美紅[13]

  - 優秀賞
    - 「雲の気持ち」　榎本太一[13]

  - 審査員特別賞
    - あさのあつこ賞：「うら切ったインコ」　重光絆花[13]
    - 石田衣良賞：「月のみがき方」　山際みのり[13]
    - 西原理恵子賞：「うんちくん」　山田理俐花[13]
    - 読売新聞社賞：「虹色」　楠瀬恵美[13]

  - 佳作
    - 「わたしのへんなロボット」　松本瑞生[13]
    - 「変なおばさん」　溝口凛果[13]
    - 「白内しょうの良し悪し」　スナイダー快[13]
    - 「あくびはうつる」　重田夏歩[13]

  - 奨励賞
    - 「ボケ」　古谷　櫂[13]
    - 「たん生日プレゼント」　石川朱里[13]
    - 「わたしは。」　浜道美咲[13]
    - 「鼻の穴」　瀧澤玲衣[13]

### 第11回から第12回

#### 第11回（2016年）
- 小説部門
  - 大賞
    - 「天敵の攻略法」　河内千歳[14]

  - 優秀賞
    - 「ワライ・クエスト」　寺田七海[14]
    - 「ヒナステラのクラシック」　日向開紀[14]

  - 審査員特別賞
    - あさのあつこ賞：「胃の中のしじみ、行き着く先を知らず」　山本千尋[14]
    - 石田衣良賞：「はじめての恋の話」　河内千歳[14]
    - 西原理恵子賞：「足くさ物語」　島田　藍[14]
    - 読売新聞社賞：「スミレさんの恋」　渡邉瑞紀[14]

  - 佳作
    - 「星影ボイス」　荒井心愛[14]
    - 「運命図書館」　古賀プラウズ水伽月[14]
    - 「ねずみ三兄弟の引っこし」　山口夏輝[14]　

  - 奨励賞
    - 「メール」　黒須真彩[14]
    - 「AIと人間」　関　玲乃[14]
    - 「金魚」　村上大空[14]
    - 「あっくんヒーロー」　渡辺心暖[14]

- ハガキ小説部門
  - 大賞
    - 「パパ」　小渡風花[15]

  - 優秀賞
    - 「いきている　しょうこ」　鳥嶋明衣[15]
    - 「３位」　沼尾草介[15]

  - 審査員特別賞
    - あさのあつこ賞：「かりものきょうそう」　加藤紗綾[15]
    - 石田衣良賞：「妹がいたら」　菱沼里佳[15]
    - 西原理恵子賞：「こんどこそ」　田中　聡[15]
    - 読売新聞社賞：「ポチ」　伊藤裕里[15]

  - 佳作
    - 「悪魔との取引」　高田淳平[15]　
    - 「ヘンな頭」　西飯健太[15]

  - 奨励賞
    - 「トマ太郎の金のヘタ」　山本陽菜[15]
    - 「トリプルリレー」　坂東拓馬[15]

#### 第12回（2017年）
- 小説部門
  - 大賞
    - 「パピ」　山岸十和[16]

  - 優秀賞
    - 「左側を決して見せない男」　平岡美紗姫[16]

  - 審査員特別賞
    - あさのあつこ賞：「ぼくの家出大作せん」　和田篤泰[16]
    - 石田衣良賞：「選ばれた男」　山下拓人[16]
    - 西原理恵子賞：「雨の想い出」　藤本杏里紗[16]
    - 読売新聞社賞：「三年前に起きたある失踪事件の真相」　日向開紀[16]

  - 佳作
    - 「私と彼女」　木村　芽[16]
    - 「シルエット」　村瀬陽奈[16]
    - 「コッツウォルズの街から」　俵　南風[16]

  - 奨励賞
    - 「動物と妖怪の競奏曲」　竹村柑太[16]
    - 「Starlight Song」　渕上きらら[16]
    - 「あいつとオレと」　石井幸音[16]
    - 「LINK」　三好英絵[16]

- ハガキ小説部門
  - 大賞
    - 「11歳」　沼尾草介[16]

  - 優秀賞
    - 「かぐや姫のしつもん」　阪田　紬[16]

  - 審査員特別賞
    - あさのあつこ賞：「いやみなロボット」　高田淳平[16]
    - 石田衣良賞：「あこがれ」　崎門大晃[16]
    - 西原理恵子賞：「今日の気もち」　髙島珠子[16]
    - 読売新聞社賞：「お母さんの口ぐせ」　近藤美文[16]

  - 佳作
    - 「けいろうの日」　小川桃果[16]
    - 「テロ」　伊藤胡春[16]
    - 「戦争と平和」　長野　葵[16]

  - 奨励賞
    - 「幸運にみえた不運」　大髙陽子[16]
    - 「待つこと3分…」　水野敦貴[16]
    - 「パンツの知られざる物がたり」　岩谷泉希[16]
    - 「さいごの地球」　橋本昴典[16]
    - 「友達のしょう会」　岸　虎呂磨[16]

## 関連書籍
- 『12歳の文学』小学館、2007年3月、272p
- 『12歳の文学 (第2集) 小学生作家が紡ぐ9つの物語』小学館、2008年3月、281p
- 『12歳の文学（第3集）小学生作家が紡ぐ9つの世界』小学館、2009年3月、299p
- 『12歳の文学（第4集）すごいぞ、日本の小学生』小学館、2010年3月、395p
- 『12歳の文学（第5集）』小学館、2011年3月、256p
- 『12歳の文学（第6集）』小学館、2012年3月、216p
- 『12歳の文学（第7集）』小学館、2013年3月、160p
- 『12歳の文学（第8集）』小学館、2014年3月、137p
- 『12歳の文学（第9集）』小学館、2015年4月、＜電子書籍＞
- 『12歳の文学（第10集）』小学館、2016年4月、＜電子書籍＞
- 『12歳の文学（第11集）』小学館、2017年4月、＜電子書籍＞